# بیلی وارلاک
بیلی وارلاک (انگلیسی: Billy Warlock؛ زادهٔ ۲۶ مارس ۱۹۶۱) یک هنرپیشه اهل ایالات متحده آمریکا است.